# Distretto municipale di Bolgatanga
Il distretto di Bolgatanga Municipal (ufficialmente Bolgatanga Municipal District, in inglese) è un distretto municipale della regione Orientale Superiore del Ghana.